# Telmatobius atacamensis
Telmatobius atacamensis hay được gọi là Ếch nước Atacama là một loài ếch trong họ Leptodactylidae. Chúng là loài đặc hữu của Argentina.
Các môi trường sống tự nhiên của chúng là sông và đầm nước. Loài này đang bị đe dọa do mất môi trường sống.